# Ján Maliňák
Ján Maliňák (3. října 1922–???) byl slovenský a československý politik Komunistické strany Slovenska a poúnorový poslanec Národního shromáždění ČSR.

## Biografie
Ve volbách roku 1954 byl zvolen do Národního shromáždění za KSS ve volebním obvodu Stropkov-Medzilaborce-Humenné. V Národním shromáždění zasedal až do konce jeho funkčního období, tedy do voleb v roce 1960.
Mezi léty 1945–1954 se Ján Maliňák uvádí jako jeden z předsedů MNV v obci Sninské Hámre. K roku 1954 byl zároveň zmiňován jako soukromý rolník v obci Vojtovce.